# نادي فالور (كندا)
نادي فالور لكرة القدم (بالإنجليزية: Valour Football Club) هو نادي كرة قدم احترافي كندي يقع مقره في وينيبيغ، مانيتوبا. سيتنافس النادي في الدوري الكندي الممتاز في موسم 2019 الافتتاحي ويلعب مبارياته على أرضه في انفيستور قروب فيلد.

## التاريخ
في 6 مايو 2017، كانت وينيبيغ واحدة من مدينتين قبلتهما الجمعية الكندية لكرة القدم للحصول على عضوية النادي الاحترافي عندما تمت الموافقة بالإجماع على الدوري الكندي الممتاز. تم التأكيد على أن أندية الدوري الكندي الممتاز و وينيباغ بل بومبرز وهاميلتن تايغرز كات كانت وراء مجموعات الملكية. تم تعيين ويد ميلر، الرئيس التنفيذي لنادي وينيبيغ لكرة القدم، كرئيس للنادي.
في مايو 2018، أفيد أنه سيتم استدعاء نادي فالور. في 6 يونيو 2018، تم الكشف عن النادي رسميًا باعتباره الفريق الرابع الذي ينضم إلى الدوري الكندي الممتاز. بالإضافة إلى تأكيد مكانته في الدوري لموسم الإطلاق 2019، كشف النادي أيضًا عن قمة اللون والألوان والعلامات التجارية. في 26 يونيو، عين النادي روب غيل كأول مدرب رئيسي ومدير عام.

## المدربون
| المدرب  | البلد   | فترة التدريب         | الإحصائيات | الإحصائيات | الإحصائيات | الإحصائيات | الإحصائيات | الإحصائيات |
| المدرب  | البلد   | فترة التدريب         | لعب        | فاز        | عدل        | خسر        | نسبة الفوز |            |
| ------- | ------- | -------------------- | ---------- | ---------- | ---------- | ---------- | ---------- | ---------- |
| روب غيل | إنجلترا | 26 يونيو 2018 – الآن | 22         | 6          | 3          | 13         | 027٫27     |            |